# Trevignano Romano

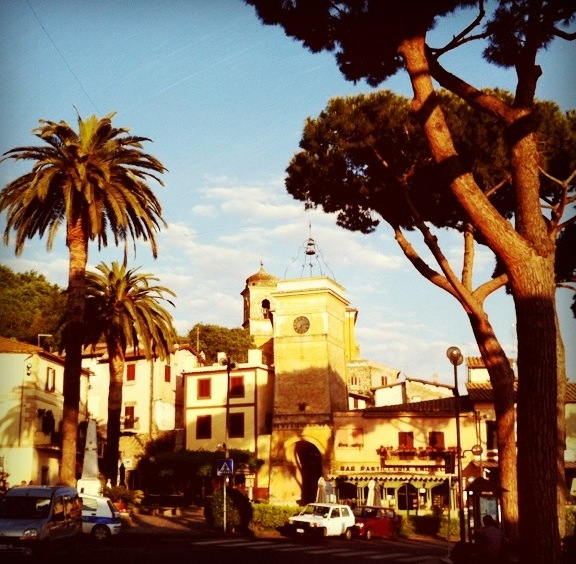
Trevignano

Trevignano Romano é uma comuna italiana da região do Lácio, província de Roma, com cerca de 4.541 habitantes. Estende-se por uma área de 39 km², tendo uma densidade populacional de 116 hab/km². Faz fronteira com Anguillara Sabazia, Bracciano, Campagnano di Roma, Monterosi (VT), Nepi (VT), Roma, Sutri (VT).

## Demografia
| Variação demográfica do município entre 1861 e 2011                               |
|                                                                                   |
| Fonte: Istituto Nazionale di Statistica (ISTAT) - Elaboração gráfica da Wikipedia |